# Cheung King-wai
Dans ce nom, le nom de famille, Cheung, précède le nom personnel.
Cheung King-wai (chinois simplifié : 张敬炜 ; chinois traditionnel : 張敬煒 ; pinyin : Zhāng Jìngwěi; jyutping cantonais Zoeng1 ging3 wai5), né le 3 août 1985, est un coureur cycliste hongkongais.

## Palmarès sur piste

### Championnats du monde
- Apeldoorn 2011
  - 17e de la poursuite par équipes
- Melbourne 2012
  - 14e de la poursuite par équipes
- Minsk 2013
  - 12e de la poursuite par équipes

### Championnats d'Asie
- Kuala Lumpur 2006
  -  Médaillé d'argent de l'américaine
  -  Médaillé de bronze la course aux points
- Nakhon Ratchasima 2011
  -  Médaillé d'argent de la poursuite par équipes
- Kuala Lumpur 2012
  -  Médaillé d'argent de la poursuite par équipes
- Astana 2014
  -  Médaillé d'argent de la poursuite par équipes

### Jeux asiatiques
- Doha 2006
  -  Médaillé d'or de la course aux points
- Guangzhou 2010
  -  Médaillé d'argent de la poursuite par équipes

### Championnats nationaux
- 2013
  -  Champion de Hong Kong du kilomètre
  -  Champion de Hong Kong du keirin
  -  Champion de Hong Kong de poursuite par équipes
  - 2e du championnat de Hong Kong de poursuite
  - 2e du championnat de Hong Kong de l'omnium
  - 3e du championnat de Hong Kong de poursuite
- 2014
  -  Champion de Hong Kong de poursuite par équipes (avec Leung Chun Wing, Leung Ka Yu et Wu Lok Chun)

## Palmarès sur route

### Par années
- 2008
  - 4e étape du Tour de Hong Kong Shanghai
- 2012
  - 2e du championnat de Hong Kong sur route
- 2013
  -  Champion de Hong Kong sur route
  - 3e du Tour d'Okinawa
- 2014
  - 2e du championnat de Hong Kong du contre-la-montre
  - 3e du championnat de Hong Kong sur route

### Classements mondiaux
| Année         | 2006 | 2007 | 2008 | 2009 | 2010 | 2011 | 2012 | 2013 | 2014 |
| ------------- | ---- | ---- | ---- | ---- | ---- | ---- | ---- | ---- | ---- |
| UCI Asia Tour | 169e | 74e  |      | 108e | 171e |      | 95e  | 73e  | 106e |